# Vympel
Vympel (Russisk: Вымпел; som oversat betyder "Vimpel"/"Fane"), også kendt som "Vegagruppen" og "Spetsgruppa V" er en russisk paramilitær elite- og antiterrorismeenhed under først KGB og siden FSB.
Vympel blev oprettet under KGB generalen Drozdov den 19. august 1981, som en af en række hemmelige specielenheder, kaldt Spetsgruppa. Hver enhed havde sit ekspertområde. Vympel var oprettet under KGBs 7. direktorat (Direktoratet for udenlandske operationer) som var ansvarlig for internationale hemmelige oprationer. Oprettelsen var en formalisering af allerede etablerede mindre infiltrationsenheder. Vympel fik som arbejdsområde rekognoscering og infiltration bag fjendes linjer samt mere direkte operationer, så som sabotage, præcisionsangreb, snigmord, kidnapninger, beskyttelse og evakuering af sovjetiske borgere og bygninger uden for Sovjetunionens grænser. I 1983 oprettedes også en kampsvømmerenhed i Vympel med veteraner fra PDSS-enhederne. Uddannelsen til enheden indeholdt bl.a. luftbåren, maritim og landinfiltration.
Kadren i Vympel var veteraner fra ZENITH-gruppen, der bl.a. deltog i angrebet på Darulaman-paladset i Afghanistan, hvor den afghanske præsident blev henrettet. 
Vympel har udført operationer i Beirut i 1985 i forbindelse med en gidselaffære med russiske statsborgere. Medlemmer af gruppen har været stationeret i Østtyskland med opgaven at overtage Ramstein-basen sammen med 2. Garde Armé i tilfælde af krig. 
I 1987 udgjorde styrken omkring 500 mand og var en del af det nationale antiterrorberedskab med speciale i antiterrorvirksomhed mod nuklear terror. Fra 1991 fulgte enheden samme mønster som ALFA-enheden, og stormede bl.a. på ordre fra Boris Jeltsin Det Hvide Parlament i 1993. VYMPEL blev herefter underlagt den centrale vagtenhed under MVD, hvorefter mange af de erfarne medlemmer forlod gruppen og gik til den private sektor. Gruppen blev derefter nedlagt og efterfulgt af VEGA-gruppen (under MVD), men igen oprettet i 1994.